# Nola taeniata
Nola taeniata is een vlinder uit de familie visstaartjes (Nolidae). De wetenschappelijke naam van deze soort is voor het eerst geldig gepubliceerd in 1874 door Snellen.
De soort komt voor in tropisch Afrika.